# Bucentaur

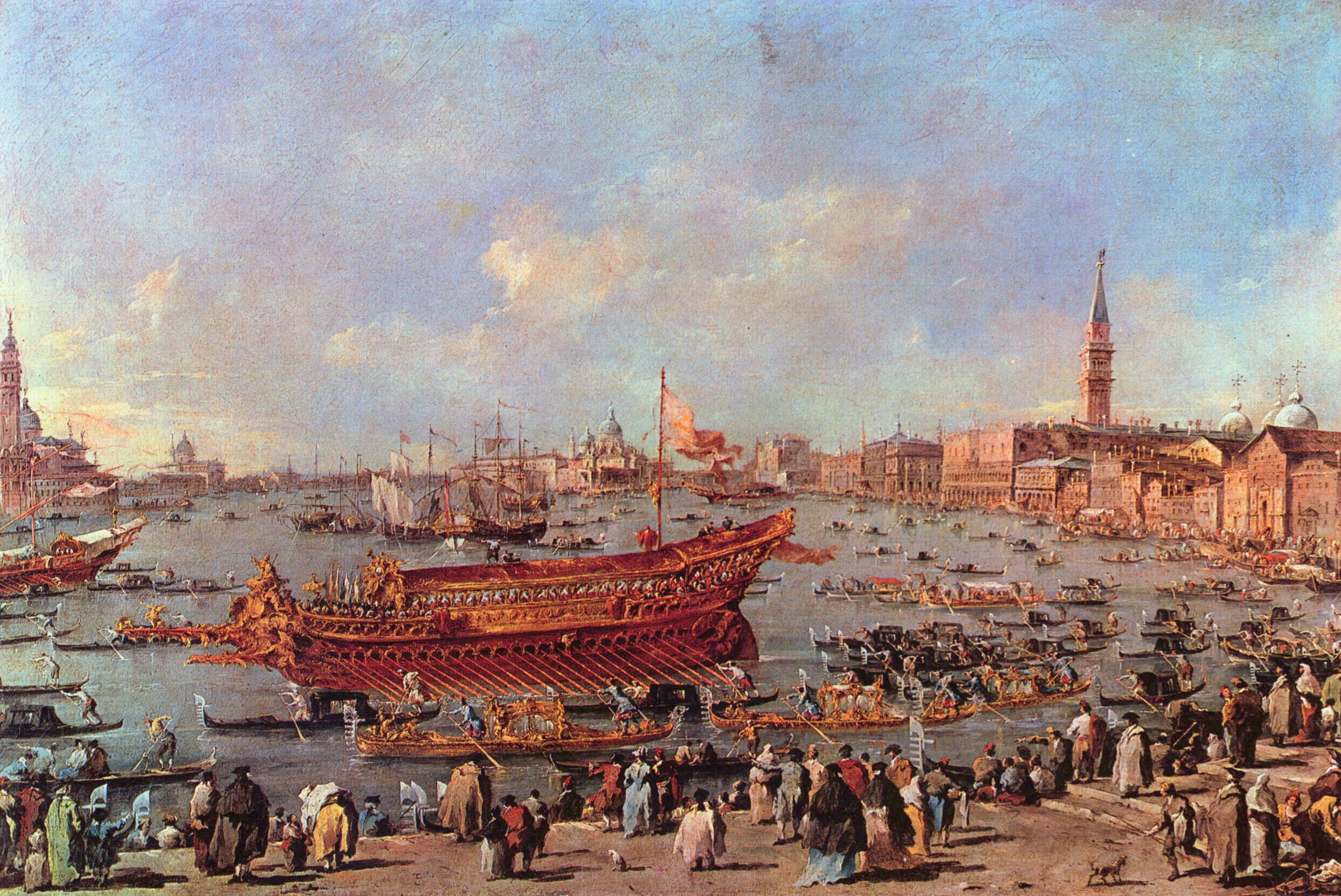
Dogen på bucentauren vid Riva di Sant'Elena (1766-70) av Francesco Guardi (1712–1793).

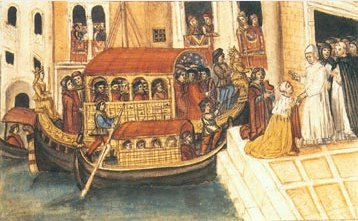
Sbarco dal Bucintoro del doge Sebastiano Ziani al Convento della Carità ("Doge Sebastiano Ziani går i land från bucentauren till barmhärtighetens kloster", 1500-tal.

Bucentauren (venetianska: bucintoro) var den venetianska dogens statsgalär. Varje år vid Kristi himmelfärds dag fram till 1798 användes den för att föra ut den regerande dogen i Adriatiska havet för att utföra en ceremoni som symboliskt band Venedig genom giftermål till havet.
Forskare anser att det funnits minst fyra olika bucentaurer. Den första större farkosten byggdes 1311 och den sista och mest praktfulla gjorde sin jungfrufärd 1729 under doge Alvise III Sebastiano Mocenigo. Den finns avbildad på tavlor av Canaletto och Francesco Guardi och var 35 m lång och mer än 8 m hög. Den var byggd som ett flytande palats med två däck med en salong som rymde 90 personer. Dogens tron stod i aktern och i fören fanns en galjonsfigur som föreställde Justitia, rättvisans gudinna, med svärd och vågskålar. Den sista bucentauren roddes av 168 roddare med ytterligare 40 sjömän som besättning. Fartyget förstördes 1798 av Napoleons trupper för att bekräfta erövringen av Venedig.
I februari 2008 gick fonden Fondazione Bucintoro ut med att man säkrat 20 miljoner euro för att bygga en fullskalig kopia av bucentauren från 1729. Arbetet påbörjade 15 mars vid Arsenalen, Venedigs historiska skeppsvarv.
Världens enda överlevande bucintaur från 1700-talet, il Bucintoro dei Savoia, finns utställd i Venaria-palatset i Venaria Reale nära Torino.

## Etymologi
Ursprunget till det venetianska ordet bucintoro är höljt i dunkel. Det kommer eventuellt av venetianskans burcio, ett traditionellt namn på en lagunfarkost, i kombination med in oro, "[täckt] i guld". En annan förklaring gavs av publicisten och litteraturkännaren Francesco Sansovino (1521-86) som bygger på ett dokument från 1293. Enligt detta kom namnet från ett tidigare fartyg byggt av Arsenalen som hette Navilium Duecentorum Hominum ("Av tvåhundra män av havet"). En annan teori är att bucentauren är uppkallad efter Centaurus, fartyget som Aeneas använde sig av vid begravningen av sin far i Aeneiden av Virgilius. Namnet kan även vara en hänvisning till de trumpeter och lurar som spelades ombord. Termen bucintoro latiniserades under medeltiden som bucentaurus som en parallell till ordet boukentauros, "ox-kentaur", som man trodde kom från grekiskan. Den vanligaste uppfattningen var att namnet var från en mytologisk varelse i form av en man med oxhuvud, en figur som tidigare användes som galjonsfigur. Förklaringen har dock dåligt stöd i fakta eftersom begreppet boukentauros saknas i den grekisk mytologin och galjonsfigurerna har varit Sankt Markus, Venedigs skyddshelgon.
Namnet "bucintoro" tycks ha använts även för andra stora och praktfulla venetianska galärer enligt språkforskaren Ducange (1610-88), som hänvisade till doge Andrea Dandolos (regerade 1343-54) krönika som anger att "med en välbyggd och förnäm Bucentaur, med vilken han kom till San Clemente, där en ännu viktigare och mer förnäm Bucentaur redan hade anlänt med hans rådgivare".

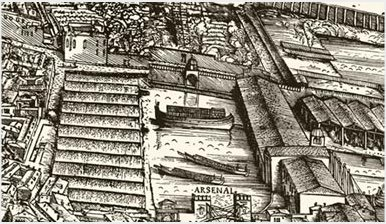
Den tidigaste kända avbildningen av en bucentaur från Jacopo de' Barbaris Planta di Venezia ("karta över Venedig"), 1500.

## Fartygen
Innan bucentaurerna byggdes användes troligen mindre galärer ur den ordinarie flottan av dogen för att utföra ceremonier i Venediglagunen. Venedigs välstånd ökade i takt med dess dominans över havet och stadsledningen började planera för att bygga ett särskilt fartyg som skulle representera stadsstaten. Belägg för detta finns i promissioni, de heliga löften som gavs av dogerna när de svors in till sitt ämbete, från 1252, 1268 och 1312; samtliga nämner byggnationen av en bucentaur i Arsenalen.

### 1311
Historiker är idag ense om att fyra större bucentaurer byggdes. Man vet att tidigare fartyg fanns, men det från 1311 anses vara det viktigaste eftersom en promissione från 17 augusti 1311 fick ett tillägg om ett heligt löfte "att en bucentaur skulle byggas för Herr Dogens räkning och att den skulle läggas i Arsenalen". Detta var första gången som venetiansk lag förordnade att en bucentaur skulle byggas med statliga medel. Det först större bygget hade två däck och en tiemo, en baldakin, med två sektioner, en i lila sammet för dogen och en i rött sammet för den venetianska adeln. Historikern Marino Sanuto den yngre beskrev fartyget i sin De origine situ et magistratibus urbis Venetae ("Om staden Venedigs ursprung, läge och ämbetsmän") att fartyget pryddes av en staty av Justitia, rättvisans gudinna.
Bucentauren användes inte bara för det ceremoniella giftermålet med havet, utan även för olika statsangelägenheter, bland annat under högtider till ära för jungfru Maria och för att föra nyblivna dogaressor, dogernas gemål, till Dogepalatset vid Markusplatsen. Den 6 maj 1401 stärktes bucentaurens roll som statsfartyg genom en lag som förbjöd dogen att använda den för privata ändamål.
Dokument från 1449 beskriver byggandet av en annan bucentaur som var större än den från 1311, men man vet mycket lite om det fartyget. Den tidigaste kända bilden på en bucentaur finns i Jacopo de' Barbari monumentala träsnitt Planta di Venezia ("karta över Venedig") från 1500. Bilden visar bucentauren förtöjd inom Arsenalens murar, utan åror eller dekorationer förutom en antydan till en skulptur av Justitia i fören. En liknande avbildning gjordes även av Andrea Valvassore någon gång mellan 1518 och 1525.

### 1526

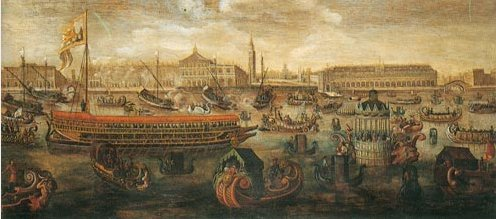
Sebastian Vrancsxs Trionfo sul Bucintoro in Bacino San Marco di Morosina Morosini Grimani ("Morosina Morosini-Grimanis storslagna anländande i bucentauren till hamnbassängen vid Markusplatsen").

Den 10 maj 1526 nedtecknade Marino Sanuto den yngre att på "Kristihimmelfärds dag gick serenissimo ["den fridfullaste", alltså dogen] ombord bucentauren för att genomföra giftermålet till havet" och lade till att "det var ett vackert bygge, längre och bredare än den förra". Proportionerna och den praktfulla utsmyckningen på bucentauren som byggdes under doge Andrea Gritti på 1500-talet blev förebilden för efterföljande fartyg. Den hade två däck och 42 åror och pryddes av lejon och en skulptur av Justitia i fören (bevarad på sjöhistoriska museet i Venedig). Fartyget hade en flyttbar baldakin, som var klädd på utsidan med rött tyg och med blått tyg med guldstjärnor på insidan.
Detta fartyg var det som oftast omnämndes i venetianska krönikor. Det var också denna bucentaur som förde Henrik II av Frankrike på Canal Grande till Palazzo Foscari, där han bodde under sitt besök i Venedig. Fartyget användes också för att ta den nykrönta dogaressan Morosina Morosini-Grimani till Dogepalatset 4 maj 1597. Händelsen blev avbildad på ett flertal kopparstick och tavlor av Giacomo Franco, Andrea Vicentino, Sebastiaen Vrancx och flera andra konstnärer.

### 1606

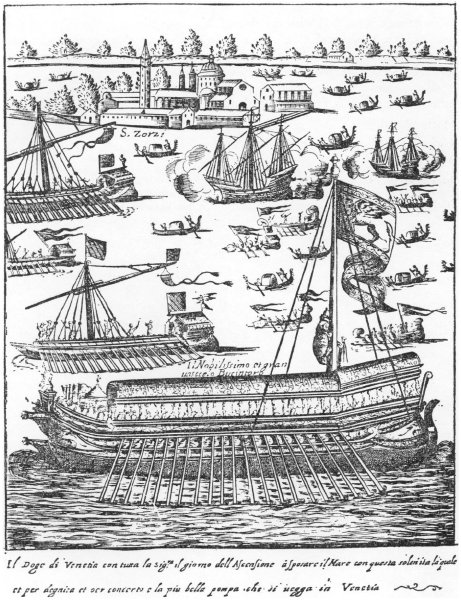
En bucentaur avbildad i Giacomo Francos Habiti d'hvomeni et donne venetiane ("Venetianska mäns och kvinnors klädsel", 1609?) i Folger Shakespeare Library.

I början av 1600-talet hade Venedigs inflytande och makt över Medelhavet minskat påtagligt. Trots detta bestämde republiken under doge Marino Grimani att bygga en ny bucentaur för 70 000 dukater. Det äldre fartyget var i fullgott skick, men det ansågs vara för gammalt. Vem som formgav det nya fartyget är okänt, men det byggdes av de bästa marangoni, skeppsbyggarna, i den venetianska Arsenalen och arbetet leddes av Marco Antonio Memmo, dess sovraprovveditore (ungefär "överföreståndare"). Det nya fartyget godkändes och prisades vid dess jungfrufärd till Lido di Venezia med den nya dogen Leonardo Donato på Kristi himmelfärdsdagen 10 maj 1606.
Den tredje bucentauren var baserad på sina föregångare och utsmyckningen var i senrenässansstil. Samtida bilder visar att sidorna var täckta av mytiska skulpturer av sirener på sjöhästar och dess loggia, gallerier med valv, smyckades av delfiner hopflätade med blomsterkransar och slingornament i form av en monstruös hydra som sträckte sig ut från de dubbla speronerna (utskjutande spröt) i fören. Man trodde tidigare att de flesta av träskulpturerna, bland annat en staty av krigsguden Mars, två Sankt Markus-lejon i aktern och galjonsfiguren som föreställde Justitia hade skapats av den kände venetianske skulptören Alessandro Vittoria.Senare forskning har dock identifierat bröderna Agostino och Marcantonio Vanini av Bassano som upphovsmän. Den tredje bucentauren hade varit i bruk i över ett århundrade när beslutet togs 1719 att man skulle förstöra den och ersätta den med ett nytt fartyg.

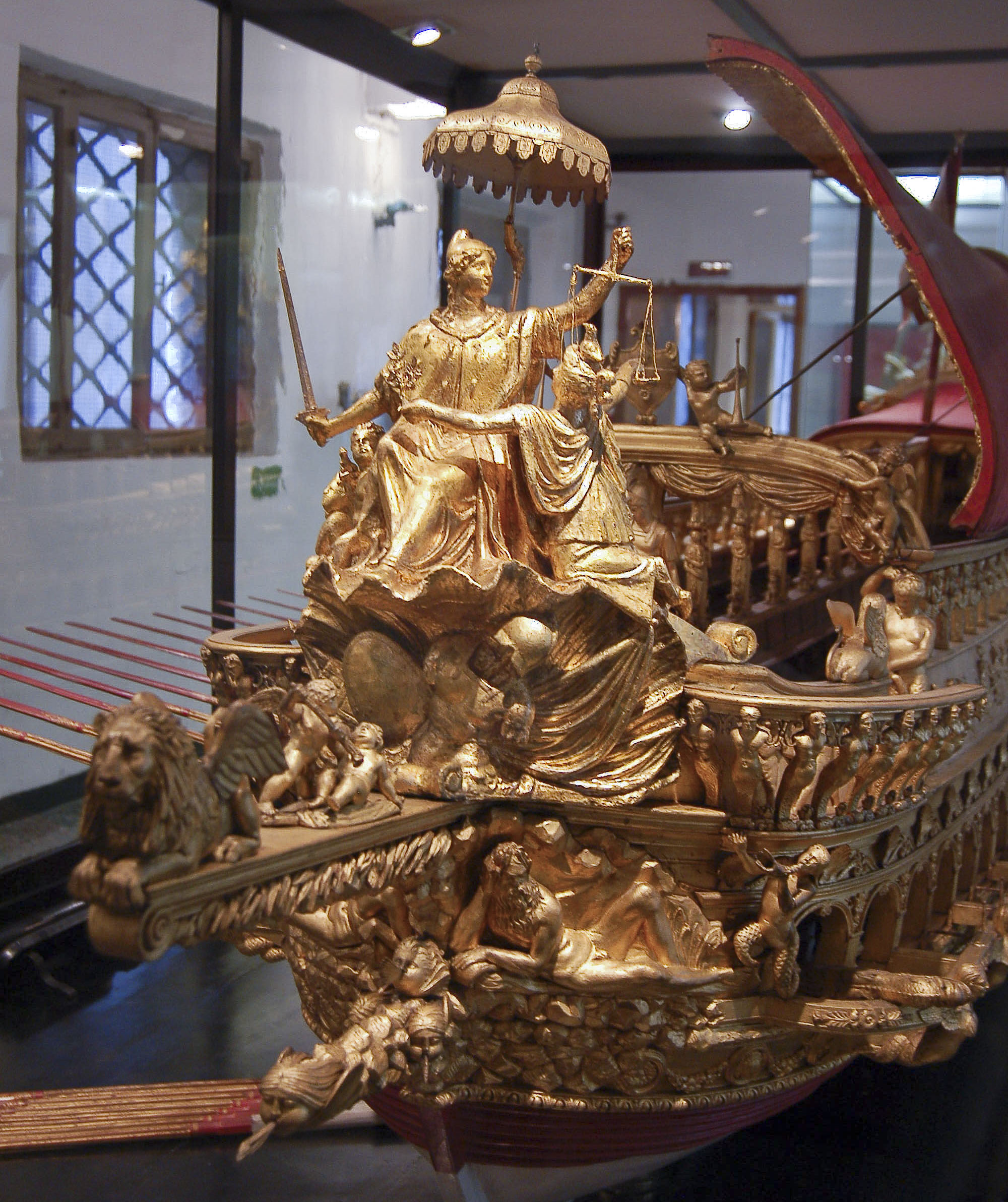
En modell av den fjärde bucentaurens galjonsfigur i Museo Storico Navale ("sjöhistoriska museet") i Venedig.

### 1727
Den sista och mest storslagna av bucentaurerna beställdes av den venetianska senaten 1719, och den började byggas vid Arsenalen 1722. Fartyget var formgivet av Michele Stefano Conti, protomagistro dei marangoni (övermästare för timmermännen). Tillverkningen av träskulpturerna leddes av Antonio Corradini, vars namn också dokumenterades på en palmett i fören. Corradini var en erfaren träsnidare, som hade varit verksam i Österrike, Böhmen och Sachsen. Förgyllningen, som var i rent bladguld, utfördes av Zuanne D'Adamo. Vissa av utsmyckningarna och skulpturerna från 1606 års bucentaur återanvändes, bland annat skulpturen av Mars och de två Sankt Markus-lejonen. Den fjärde bucentauren var 35 meter lång och över 8 meter hög. Den hade två längsgående däck med en stor salong, som var täckt i röd sammet och som hade 48 fönster infogade i en enorm baldakin med 90 sittplatser. Dogens tron var i aktern och i fören fanns den traditionella galjonsfiguren av Justitia med ett svärd i ena handen och vågskålar i den andra. Fartyget var bemannat av 168 roddare, som var fördelade i lag om fyra på 42 åror som var 11 meter långa och ytterligare 40 sjömän. De ståtligaste och starkaste ynglingarna från Arsenalen valdes ut för att bemanna fartyget. Den nya bucentauren gjorde sin jungfrufärd på Kristi Himmelfärdsdagen 1729 under doge Alvise III Sebastiano Mocenigo. Händelsen skildrades i officiella dokument och dess prakt prisades i en sonett och andra skildringar, bland annat Antonio Maria Lucchinis La Nuova regia su l'acque nel Bucintoro nuovamente eretto all'annua solenne funzione del giorno dell'Ascensione di Nostro Signore ("Det nya palatset på vattnet, den nybyggda bucentauren vid den årliga högtidliga tillställningen på vår Herres himmelsfärds dag"). Även den tyske författaren Johann Wolfgang von Goethe beskrev hur han bevittnade bucentauren 5 oktober 1786 i sin reseskildring Italienischen Reise ("Italiensk resa", 1816–1817).
1798 beordrade Napoleon att bucentauren skulle förstöras, dels för att plundra dess gulddekorationer, men framförallt för att beröva Venedig en viktig symbol för dess självständighet. Franska soldater monterade ner träskulpturerna och gulddekorationerna, bröt upp dem i mindre bitar och fraktade dem till San Giorgio Maggiore, där de satte eld på dem för att återvinna guldet. Bålet brann i tre dagar och soldaterna fick använda 400 mulåsnor för att frakta bort allt guld. Några av dekorationerna som överlevde förstörelsen finns bevarade på Museo Civico Correr i Venedig, och det finns en skalenlig modell av hela fartyget i Arsenalen. Skrovet överlevde och döptes om till Prama Hydra. Det nya fartyget utrustades med fyra kanoner och ankrades vid mynningen av Lidons hamn där det tjänade som ett flytande batteri. Senare återlämnades fartyget till Arsenalen för att användas som fängelsefartyg tills det förstördes helt och hållet 1824.

## "Giftermålet med havet"

Il ritorno del Bucintoro nel Molo il giorno dell'Ascensione ("Bucentauren återvänder till Molo på Kristi himmelfärds dag", 1730) av Canaletto (1697–1768). En annan tavla av Canaletto med samma motiv köptes för 11,43 miljoner pund av en anonym budgivare vid Christie's auktion i London 6 juli 2005.

"Giftermålet med havet" (Sposalizio del Mare) var en ceremoni som skulle symbolisera Venedigs dominerande position som sjöfartsnation. Ceremonin började utövas runt på Kristi himmelsfärds dag år 1000 för att fira doge Pietro II Orselos erövring av Dalmatien och var tänkt som en ödmjukt blidkande. Det var en högtidlig procession av fartyg och båtar ledda av dogens nave ("skepp") som utgick från Lido di Venezia. Man bad en bön "för oss och alla de som seglar på havet, må det vara lugn och stilla" varefter dogen och hans sällskap välsignade med vigvatten, varav återstoden kastades i havet medan prästerna mässade asperges me hyssopo, et mundabor (från Psaltaren 51:9; ungefär: "beströ mig med isop så att jag blir ren [från synd]"). Som tack för Venedigs hjälp i kampen mot den tysk-romerske kejsaren la påven Alexander III år 1177 till en kvasi-sakramental aspekt genom att han gav en ring från sitt finger till dogen och bad honom att kasta en likadan ring varje år på Kristi himmelfärds dag i havet för att symboliskt viga republiken med havet. Därmed övergick ceremonins symbolik från att vara blidkande till att bli en form av bröllop. Varje år efter det kastade dogen en välsignad ring i havet med orden "Desponsamus te, mare, in signum veri perpetuique domini" ("Vi viger oss till dig, havet, i den sanna och eviga Gudens tecken").

## Modern rekonstruktion
2008 påbörjades arbetet med att skapa en rekonstruktion i full skala av den bucentaur som förstördes 1798. Över 200 skeppsbyggare, träsnidare och guldsmeder påbörjade arbetet vid Arsenalen den 15 mars 2008. Enligt den italienska pressen skulle arbetet ta två år. Enligt Giorgio Paterno, ordförande för Fondazione Bucintoro, organisationen som ligger bakom projektet, heter det att "vi bygger den som snabbt vi kan, men vi har inte bråttom". Projektet beräknas kosta 20 miljoner euro och utföras med traditionell byggteknik och i samma material som originalet, bland annat lärk och ädelgran samt detaljer i guld. Stiftelsen bakom projektet har stöd av entreprenörer i regionerna Veneto och Lombardiet, och även Frankrikes president Nicolas Sarkozy har ombetts att gå in med ekonomiskt stöd för att kompensera för Napoleons "vandalism". Fondazione Bucintoro hoppas att det nya fartyget ska bli "det mest besökta flytande museet i världen", men ser det även som ett sätt att "hjälpa Venedig att återfå sin tidigare ära och något av sin gamla anda".
|  |  |